# Aleksandr Koedrjavtsev
Aleksandr Michailovitsj Koedrjavtsev (Russisch: Александр Михайлович Кудрявцев) (Jekaterinenburg, 26 oktober 1985) is een tennisser uit Rusland die sinds 2003 actief is als professional.
Koedrjavtsevs beste resultaat tot op heden is het bereiken van de dubbelspelfinale van het ATP-toernooi van Sint-Petersburg in 2011. In het dubbelspel won hij twintig challengers.

## Palmares
| Legenda                       | Legenda               |
| ----------------------------- | --------------------- |
| Grand Slam                    |                       |
| Olympische Spelen             |                       |
| tot 2009                      | vanaf 2009            |
| Tennis Masters Cup            | ATP Finals            |
| ATP Masters Series            | ATP Tour Masters 1000 |
| ATP International Series Gold | ATP Tour 500          |
| ATP International Series      | ATP Tour 250          |

### Dubbelspel
| Nr.                          | Datum             | Toernooi            | Ondergrond    | Partner                  | Tegenstanders in finale               | Score               |         |
| ---------------------------- | ----------------- | ------------------- | ------------- | ------------------------ | ------------------------------------- | ------------------- | ------- |
| verloren finales herendubbel |                   |                     |               |                          |                                       |                     |         |
| 1.                           | 30 oktober 2011   | ATP Sint-Petersburg | Gravel        | Michail Jelgin           | Colin Fleming Ross Hutchins           | 3–6, 7–6(5), [8–10] | details |
| gewonnen finales challengers |                   |                     |               |                          |                                       |                     |         |
| 1.                           | 11 juli 2004      | Oberstaufen         | Gravel        | Vadim Davletshin         | Valentino Pest Alexander Waske        | 4-6, 6-3, 7-6(4)    |         |
| 2.                           | 29 juli 2007      | Penza               | Hardcourt     | Alexandre Krasnoroutskiy | Murad Inoyatov Denis Istomin          | 6-1, 4-6, [10-4]    |         |
| 3.                           | 19 augustus 2007  | Bukhara             | Hardcourt     | Evgeny Kirilov           | Danila Arsenov Vaja Uzakov            | 6-3, 6-1            |         |
| 4.                           | 16 september 2007 | Ljubljana           | Gravel        | Alexandre Krasnoroutskiy | Ivan Dodig Lovro Zovko                | 7-6(9), 1-6, [10-6] |         |
| 5.                           | 23 september 2007 | Banja Luka          | Gravel        | Alexandre Krasnoroutskiy | Diego Junquiera Vladimir Obradovic    | 6-2, 6-4            |         |
| 6.                           | 18 november 2007  | Helsinki            | Hardcourt (i) | Michail Jelgin           | Harri Heliövaara Henri Kontinen       | 4-6, 7-5, [13-11]   |         |
| 7.                           | 9 november 2008   | Astana              | Hardcourt     | Michail Jelgin           | George Bastl Marco Chiudinelli        | 6-4, 6-7(8), [10-8] |         |
| 8.                           | 26 juli 2009      | Penza               | Hardcourt     | Michail Jelgin           | Alexey Kedryuk Denis Matsukevich      | 4-6, 6-3, [10-6]    |         |
| 9.                           | 29 november 2009  | Toyota              | Tapijt (i)    | Andus Juska              | Alexey Kedryuk Junn Mitsuhashi        | 6-4, 7-6(6)         |         |
| 10.                          | 14 november 2010  | Urtijëi             | Tapijt (i)    | Michail Jelgin           | Tomasz Bednarek Michał Przysiężny     | 3-6, 6-3, [10-3]    |         |
| 11.                          | 20 maart 2011     | Guangzhou           | Hardcourt     | Michail Jelgin           | Sanchai Ratiwatana Sonchat Ratiwatana | 7-6(3), 6-3         |         |
| 12.                          | 27 maart 2011     | Pingguo             | Hardcourt     | Michail Jelgin           | Harri Heliövaara Jose Statham         | 6-3, 6-2            |         |
| 13.                          | 10 juli 2011      | Pozoblanco          | Hardcourt     | Michail Jelgin           | Illja Martsjenko Denys Molchanov      | walk-over           |         |
| 14.                          | 14 augustus 2011  | Samarkand           | Hardcourt     | Michail Jelgin           | Radu Albot Andrej Koeznetsov          | 7-6(4), 2-6, [10-7] |         |
| 15.                          | 21 augustus 2011  | Qarshi              | Hardcourt     | Michail Jelgin           | Konstantin Kravtsjoek Denys Molchanov | 3-6, 6-3, [11-9]    |         |
| 16.                          | 6 november 2011   | Eckental            | Tapijt (i)    | Andre Begemann           | James Cerretani Adil Shamasdin        | 6-3, 3-6, [11-9]    |         |
| 17.                          | 3 augustus 2014   | Segovia             | Hardcourt     | Victor Baluda            | Brydan Klein Nikola Metkic            | 6-2, 4-6, [10-3]    |         |
| 18.                          | 22 februari 2015  | New Delhi           | Hardcourt     | Egor Gerasimov           | Riccardo Ghedin Toshihide Matsui      | 6-7(5), 6-4, [10-6] |         |
| 19.                          | 9 augustus 2015   | Segovia             | Hardcourt     | Denys Molchanov          | Aliaksandr Bury Andreas Siljeström    | 6-2, 6-4            |         |
| 20.                          | 20 maart 2016     | Guangzhou           | Hardcourt     | Denys Molchanov          | Sanchai Ratiwatana Sonchat Ratiwatana | 6-2, 6-2            |         |
| 21.                          | 30 oktober 2016   | Suzhou              | Hardcourt     | Michail Jelgin           | Andrea Arnaboldi Jonathan Eysseric    | 4-6, 6-1, [10-7]    |         |
| 22.                          | 20 november 2016  | Brescia             | Hardcourt (i) | Michail Jelgin           | Wesley Koolhof Matwé Middelkoop       | 7-6, 6-3            |         |

## Resultaten grandslamtoernooien
| Legenda | Legenda                          |
| ------- | -------------------------------- |
| g.t.    | geen toernooi gehouden           |
| l.c.    | lagere categorie                 |
| –       | niet deelgenomen                 |
| G       | uitgeschakeld in de groepsfase   |
| 1R      | uitgeschakeld in de eerste ronde |
| 2R      | uitgeschakeld in de tweede ronde |
| 3R      | uitgeschakeld in de derde ronde  |
| 4R      | uitgeschakeld in de vierde ronde |
| KF      | uitgeschakeld in de kwartfinale  |
| HF      | uitgeschakeld in de halve finale |
| F       | de finale verloren               |
| W       | het toernooi gewonnen            |
| w-v     | winst/verlies-balans             |

### Mannendubbelspel
| Grandslamtoernooien   |     |     |      |
| Australian Open       | –   | 2R  | 1-1  |
| Roland Garros         | –   | –   | 0-0  |
| Wimbledon             | 1R  | –   | 0-1  |
| US Open               | –   | –   | 0-0  |
| Winst-verlies         | 0-1 | 1-1 | 1-2  |
| Tennis Masters Cup    |     |     |      |
| ATP World Tour Finals | –   | –   | 0-0  |
| Olympische Spelen     |     |     |      |
| Olympische Spelen     | –   | –   | 0-0  |
| Statistieken          |     |     |      |
| Totaal aantal titels  | 0   | 0   | 0    |
| Totaal winst-verlies  | 2-4 | 1-2 | 7-10 |
| Eindejaarsranking     | 142 | 321 |      |